# Hora de ponta

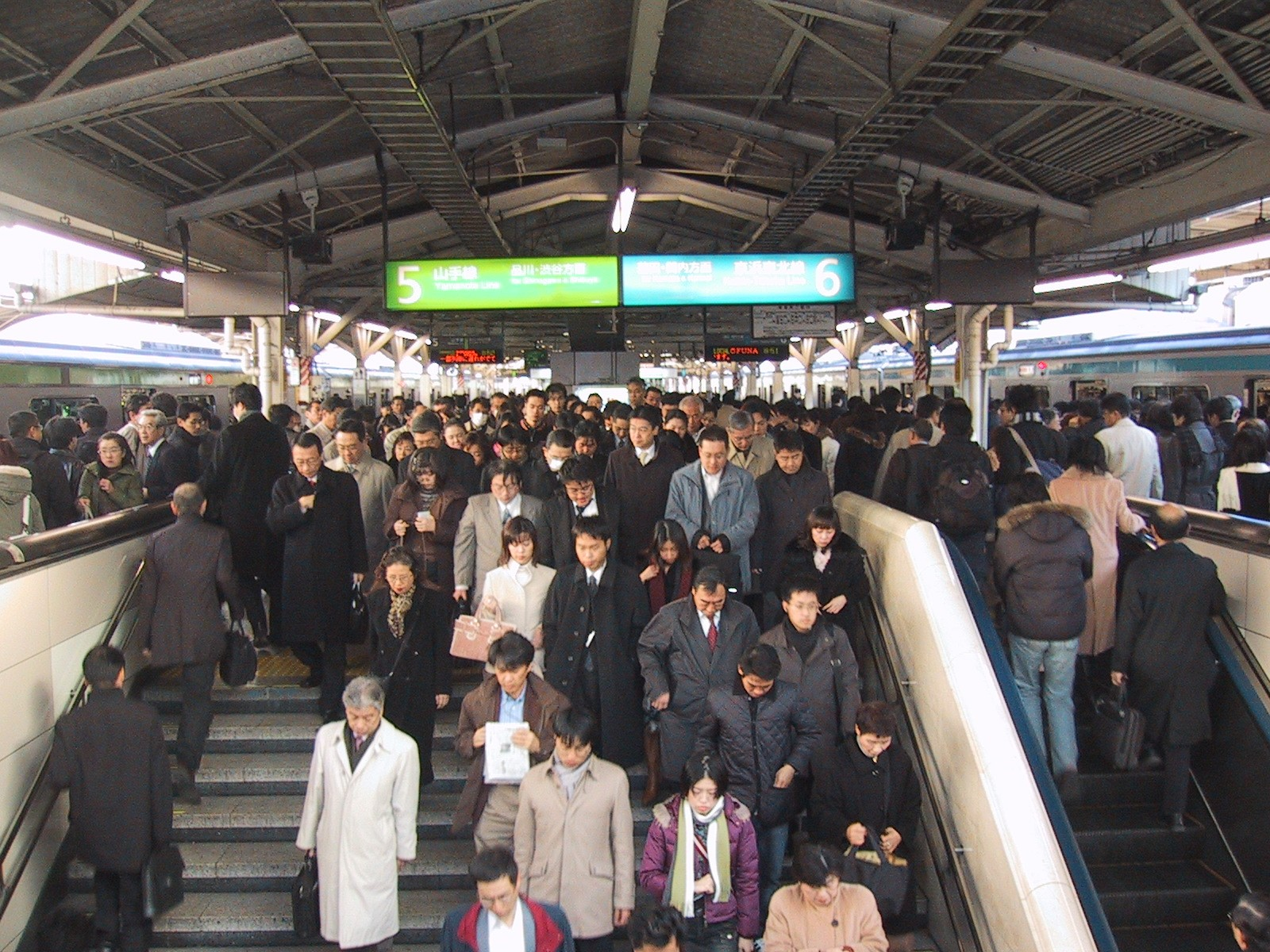
Hora de ponta na Estação de Tóquio, Japão.

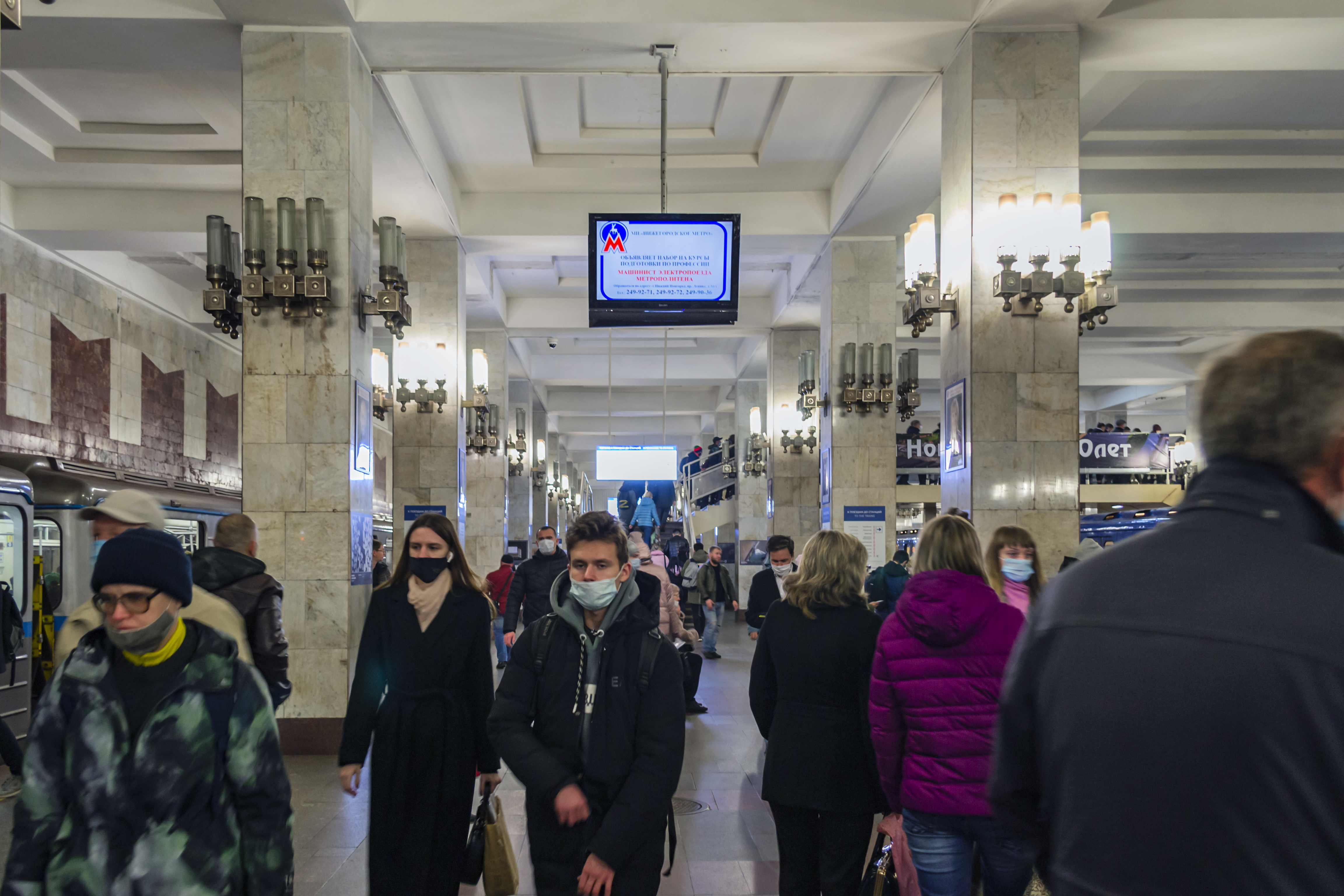
Plataformas lotadas na estação Metropolitano de Níjni Novgorod Moskovskaia

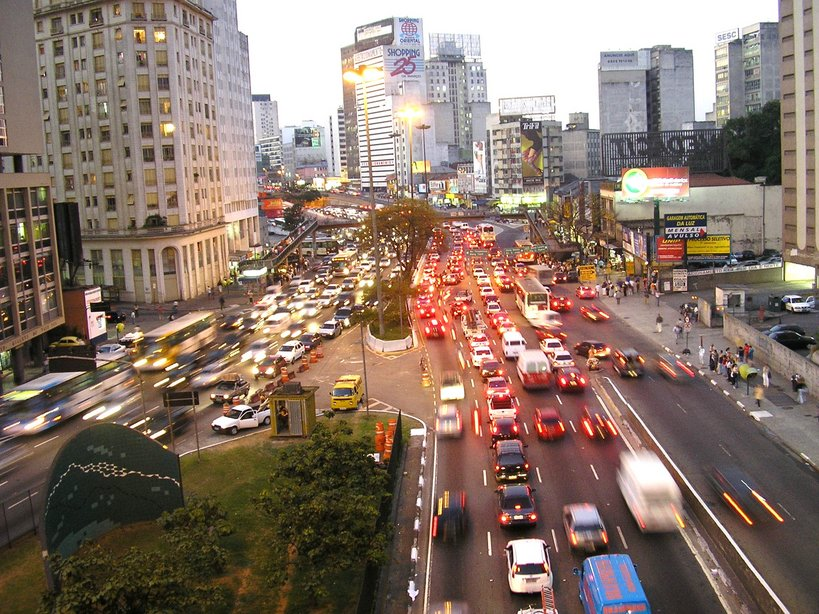
Hora de ponta na avenida Prestes Maia, na cidade de São Paulo.

A hora de ponta (português europeu) ou horário de pico (português brasileiro) (no Brasil, também horário de pique e hora do rush — do inglês rush hour) é uma parte do dia em que o congestionamento nas estradas e o congestionamento nos transportes públicos são mais elevados. Normalmente, isso acontece duas vezes todos os dias da semana; uma de manhã e outra à tarde ou à noite, horários em que a maioria das pessoas se desloca. O termo é frequentemente usado para um período de pico de congestionamento que pode durar mais de uma hora.
O termo é muito amplo, mas geralmente se refere especificamente ao tráfego de transporte de automóveis particulares , mesmo quando há um grande volume de carros na estrada, mas não muitas pessoas, ou se o volume é normal, mas há alguma interrupção na velocidade. Por analogia ao tráfego de veículos, o termo hora de pico da Internet tem sido usado para descrever períodos de pico de uso da rede de dados, resultando em atrasos e entrega mais lenta de pacotes de dados.

## Brasil
No Brasil, a hora do rush ocorre geralmente nos períodos em que a maioria das pessoas estão se deslocando de casa ao trabalho e vice-versa, durante os grandes movimentos nas férias do Verão em direção às zonas balneares, da Páscoa, do Natal e dos chamados feriadões no Brasil.

## Terceira hora do rush
O termo "terceira hora do rush" tem sido usado para se referir a um período do meio-dia em que as estradas em áreas urbanas e suburbanas ficam congestionadas devido ao grande número de pessoas que fazem intervalos para o almoço em seus veículos. Esses motoristas costumam frequentar restaurantes e locais de fast food, onde os veículos que lotam as entradas causam congestionamento de tráfego. Aposentados ativos, que viajam de automóvel para realizar muitas atividades ao meio-dia, também contribuem para a hora do rush do meio-dia. Em muitos países europeus (por exemplo, Alemanha, Áustria, Hungria) as escolas funcionam apenas a meio período e muitas pessoas também trabalham apenas a meio período. Isso causa um terceiro horário de pico por volta das 12h30 às 14h, o que desvia parte do tráfego do horário de pico da noite, deixando a hora do rush matinal o período mais intenso do dia.
Outro uso de "terceira hora do rush" pode ser para descrever o congestionamento no final da noite (geralmente entre 22h e 23h e 2h da madrugada seguinte, especialmente nas quintas, sextas e sábados) de pessoas voltando para casa depois de passarem noites no restaurantes, bares, boates, cassinos, shows, parques de diversões, cinemas e eventos esportivos. Em outras ocasiões (como à noite e fins de semana), períodos adicionais de congestionamento podem ser o resultado de vários eventos especiais, como competições esportivas, festivais ou serviços religiosos. O congestionamento fora do comum pode ser o resultado de um acidente, construção, feriados prolongados ou mau tempo.